# Idán
Idán (en hebreo: עידן‎) es un moshav ubicado en el distrito Sur de Israel. Situado en el valle de Aravá, alrededor de 38 km al sureste de Dimona, recae bajo la jurisdicción del concejo regional de Aravá Central. En 2023 tenía una población de 716 habitantes.

## Historia
Idán fue fundado en 1980, por 14 familias de inmigrantes judíos de Canadá, Estados Unidos y Sudáfrica, que recibieron formación en Sapir en 1976 antes de establecer el asentamiento. Idán toma su nombre del arroyo Idán, que fluye en el lado oeste del moshav. La ceremonia de fundación del moshav se celebró con la asistencia del presidente israelí Itzjak Navón y el entonces ministro de Agricultura Ariel Sharón.
Con el paso de los años, los pioneros del moshav empezaron a abandonar el asentamiento, y hoy queda una sola familia del núcleo original. Durante las últimas dos décadas, el lugar ha absorbido nuevas familias y hoy cuenta con alrededor de 80 familias, la mayoría de las cuales se ganan la vida con la agricultura, cultivando en su mayoría hortalizas, flores y palmeras datileras.
Después del tratado de paz entre Israel y Jordania, algunas de las tierras de Idán fueron cedidas a Jordania.